# Sven Davidson
Sven Viktor Davidson (13. července 1928 Borås, Švédsko – 28. května 2008 Arcadia, Kalifornie) byl švédský tenista, jenž se stal prvním Švédem, který získal titul na grandslamu, když v roce 1957 zvítězil na French Open nad americkým tenistou Herbertem Flamem.

## Kariéra
Davidson také dosáhl finále French Open ve dvou předchozích letech. V roce 1955 sice porazil Budge Pattyho, ale ve finále prohrál s Američanem Tonym Trabertem.  Následující rok při cestě do finále přehrál Herberta Flama a Ashleyho Coopera, ale ve finále podlehl ve třech setech Australanovi Lew Hoadovi. V roce 1957 se také dostal do semifinále Wimbledonu, kde ale znovu nestačil na Lew Hoada. Ve stejném roce vypadl v semifinále US Open po pětisetovém zápase s Malem Andersonem. O rok později v roce 1958 se Davidson spojil s krajanem Ulfem Schmidtem a získal s ním titul ve čtyřhře na Wimbledonu, když společně ve finále porazili australský pár Ashley Cooper a Neale Fraser. Svůj poslední grandslamový turnaj odehrál v roce 1959 na Wimbledonu.
Davidsonovo nejvyšší umístění ve světovém singlovém žebříčku je druhá pozice.
Svou zemi reprezentoval ve švédském daviscupovém týmu mezi lety 1950 až 1960.
V roce 2007 byl Davidson uveden do Mezinárodní tenisové síně slávy.

## Osobní život
Od sedmdesátých let Davidson pobýval v kalifornském městě Arcadia, nedaleko Los Angeles. V roce 1981, ve věku dvaapadesáti let, utrpěl infarkt při hraní tenisového zápasu v Los Angeles. Sven Davidson zemřel v Arcadii dne 28. května na následky zápalu plic ve věku sedmdesáti devíti let.

## Grandslamová finále

### Dvouhry
| Výsledek | Rok  | Turnaj      | Povrch | Soupeř       | Skóre              |
| -------- | ---- | ----------- | ------ | ------------ | ------------------ |
| Prohra   | 1955 | French Open | Antuka | Tony Trabert | 6–2, 1–6, 4–6, 2–6 |
| Prohra   | 1956 | French Open | Antuka | Lew Hoad     | 4–6, 6–8, 3–6      |
| Výhra    | 1957 | French Open | Antuka | Herbie Flam  | 6–3, 6–4, 6–4      |

### Čtyřhry
| Výsledek | Rok  | Turnaj    | Povrch | Spoluhráč   | Soupeři                    | Skóre         |
| -------- | ---- | --------- | ------ | ----------- | -------------------------- | ------------- |
| Výhra    | 1958 | Wimbledon | Tráva  | Ulf Schmidt | Ashley Cooper Neale Fraser | 6–4, 6–4, 8–6 |

## Výkony na grandslamech

### Dvouhra
| Turnaj          | 1949    | 1950    | 1951    | 1952    | 1953        | 1954        | 1955        | 1956    | 1957       | 1958        | 1959    |
| --------------- | ------- | ------- | ------- | ------- | ----------- | ----------- | ----------- | ------- | ---------- | ----------- | ------- |
| Australian Open | Absence | Absence | Absence | Absence | Absence     | Absence     | 3.kolo      | Absence | Absence    | Absence     | Absence |
| French Open     | 1.kolo  | 4.kolo  | 4.kolo  | Absence | 4.kolo      | Čtvrtfinále | Finále      | Finále  | Výhra      | Absence     | Absence |
| Wimbledon       | Absence | 1.kolo  | 2.kolo  | Absence | Čtvrtfinále | 4.kolo      | Čtvrtfinále | 2.kolo  | Semifinále | Čtvrtfinále | 3.kolo  |
| US Open         | Absence | 2.kolo  | Absence | Absence | Čtvrtfinále | 4.kolo      | Absence     | Absence | Semifinále | Absence     | Absence |